# 대구달성소방서
대구달성소방서(大邱達城消防署, Daegu Dalseong Fire station)는 대구광역시 달성군 일부를 관할하는 대구광역시 소방안전본부 산하의 소방서이다.
소방서장은 소방정으로 보한다.

## 조직
| - 소방행정과 - 행정안전팀 - 예산장비팀 | - 예방안전과 - 예방홍보팀 - 시설지도팀 | - 대응구조과 - 대응관리팀 - 구조구급팀 - 지휘조사팀 |

## 관할센터 및 관할구역
대구달성소방서는 4개의 119안전센터와 1개의 구조대를 산하에 두고 있다.
| 명칭                     | 사진 | 주소                    | 관할구역               | 지역대        |
| ------------------------ | ---- | ----------------------- | ---------------------- | ------------- |
| 현풍119안전센터          |      | 현풍읍 비슬로 480       | 현풍읍, 유가읍         |               |
| 논공119안전센터          |      | 논공읍 논공중앙로33길 5 | 논공읍                 | 금포119지역대 |
| 화원119안전센터          |      | 화원읍 화암로 122       | 화원읍, 옥포읍         | 옥포119지역대 |
| 구지119안전센터          |      | 구지면 달성2차로 111    | 구지면                 |               |
| 대구달성소방서 119구조대 |      | 현풍면 비슬로 480       | 대구광역시 달성군 일부 |               |

## 같이 보기
- 대한민국 소방청
- 대한민국의 소방
- 소방관 계급